# Jamala
Susana Jamaladínova (tàtar de Crimea: Susana Camaladinova; armeni: Սուսաննա Ջամալադինովա; ucraïnès: Сусана Джамаладінова; Oix, 27 d'agost de 1983), més coneguda com a Jamala (tàtar de Crimea: Camala; ucraïnès: Джамала), és una cantant de nacionalitat ucraïnesa i d'ascendència tàtara i armènia.
El 2009 va guanyar la "New Wave" a Jūrmala, competició Internacional de cantants joves de música Pop. El 2016 Jamala va representar Ucraïna i va guanyar el Festival de la Cançó d'Eurovisió amb la cançó "1944". Aquesta cançó, que empra la llengua tàtar crimeana semblant a la que es parla a Turquia, recorda la deportació de Tatars de Crimea fetes per Stalin a l'URSS el 1944 i, particularment, recorda la seva besàvia, qui va perdre la seva filla mentre era deportada a Àsia central- Jamala va guanyar la competició amb 534 punts.